# Dysaphis unicauli
Dysaphis unicauli är en insektsart. Dysaphis unicauli ingår i släktet Dysaphis och familjen långrörsbladlöss. Inga underarter finns listade i Catalogue of Life.